# Karl Bruchmann (Historiker)

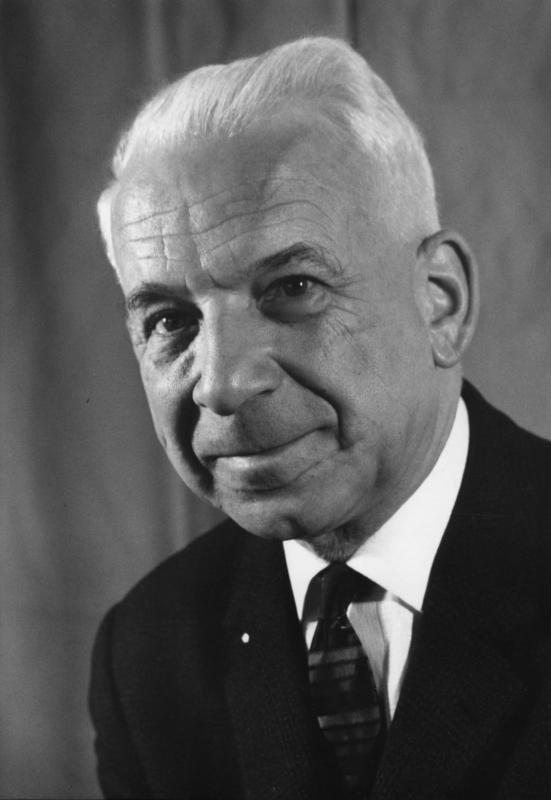
Karl Bruchmann 1961

Karl Gustav Bruchmann (* 2. Oktober 1902 in Breslau; † 20. März 1967 in Koblenz) war ein deutscher Historiker, Archivar und von 1961 bis 1967 Direktor des Bundesarchivs.

## Leben
Bruchmann studierte Geschichte an den Universitäten Breslau und Marburg, wo er bei den Landsmannschaften Vandalia Breslau sowie Hasso-Borussia Marburg aktiv wurde. Nach der Promotion über die Territorialgeschichte des Kreises Eschwege 1929 war er zunächst als Assistent am Institut für Landeskunde der Universität Marburg tätig. Von 1930 bis 1931 absolvierte er die preußische Archivarsausbildung am Institut für Archivwissenschaft in Berlin-Dahlem. Anschließend ging er an das preußische Staatsarchiv Breslau, wo er 1935 zum Staatsarchivrat befördert wurde. Nach der Eroberung Polens 1939 wurde er zum Beauftragten des Staatsarchivs Breslau für den annektierten Regierungsbezirk Kattowitz ernannt. 1940 wurde in Kattowitz eine Nebenstelle (Abteilung) des Staatsarchivs Breslau eingerichtet, die 1941 in ein eigenständiges Staatsarchiv (Staatsarchiv Kattowitz) umgewandelt wurde. Karl Bruchmann wurde die Leitung übertragen.
Nach dem Krieg war Bruchmann zunächst interniert und erbat sich im Februar 1946 vom NS-Verfolgten Ernst Posner einen Persilschein für sein Spruchkammerverfahren. Ab 1947 war er zunächst am Niedersächsischen Staatsarchiv Osnabrück beschäftigt, bevor er 1948 die Leitung des Stadtarchivs Goslar übernahm. Dort betreute er neben dem Archiv auch die Stadtbibliothek und das Städtische Museum. 1961 wurde er zum Direktor des Bundesarchivs berufen. Diese Position hatte er bis zu seinem Tod 1967 inne.
Er war Vorsitzender des Geschichts- und Heimatschutzvereins Goslar, des Harzvereins für Geschichte und Altertumskunde sowie des Vereins deutscher Archivare (1961 bis 1967).

## Schriften (Auswahl)
- Der Kreis Eschwege. Territorialgeschichte der Landschaft an der mittleren Werra. Elwert, Marburg 1931.
- (Hrsg.) Urkundenbuch der Stadt Goslar und der in und bei Goslar belegenen geistlichen Stiftungen. Teil 5: (1366–1400). Orts- und Personenverzeichnis sowie Glossar. Bearb. von Theda Tappen. Im Auftrag der Stadt Goslar, Hendel, Halle 1956.